# Międzynarodowy Festiwal Filmowy w Jeonju
Międzynarodowy Festiwal Filmowy w Jeonju (kor.: 전주국제영화제) – festiwal filmowy odbywający się w Jeonju w Korei Południowej od 2000 roku.